# Saarulaisenkarit
Saarulaisenkarit är en ö i Finland. Den ligger i sjön Vaskivesi och Visuvesi och i kommunen Virdois i den ekonomiska regionen  Övre Birkalands ekonomiska region  och landskapet Birkaland, i den sydvästra delen av landet, 230 km norr om huvudstaden Helsingfors. Öns area är 0,1 hektar och dess största längd är 60 meter i öst-västlig riktning.  Notera att namnet antyder att det är fråga om flera öar.